# Salla Sipponen
Salla Maaria Sipponen (* 13. März 1995 in Keuruu) ist eine finnische Leichtathletin, die sich auf den Diskuswurf spezialisiert hat.

## Sportliche Laufbahn
Erste Erfahrungen auf Wettkämpfen internationaler Ebene sammelte Salla Maaria Sipponen im Jahr 2013, als sie bei den Junioreneuropameisterschaften in Rieti mit einer Weite von 46,40 m in der Qualifikation ausschied. Im Jahr darauf belegte sie bei den Juniorenweltmeisterschaften in Eugene mit 51,10 m im Finale Platz zehn und 2015 schied sie dann bei den U23-Europameisterschaften in Tallinn mit 49,38 m in der Qualifikation aus. 2016 nahm sie erstmals an den Europameisterschaften in Amsterdam teil, verpasste dort aber mit 54,95 m den Finaleinzug. Bei den Leichtathletik-U23-Europameisterschaften 2017 in Bydgoszcz wurde sie mit 54,83 m Fünfte und erreichte im Anschluss bei der Sommer-Universiade in Taipeh mit 53,13 m Rang acht.
2018 schied sie bei den Europameisterschaften in Berlin mit 54,00 m in der Qualifikation aus und auch bei den Studentenweltspielen im Jahr darauf in Neapel verfehlte sie mit 51,23 m den Finaleinzug. 2022 siegte sie mit 60,58 m bei den Copenhagen Athletics Games und schied anschließend bei den Weltmeisterschaften in Eugene mit 57,16 m in der Qualifikationsrunde aus und verpasste dann auch bei den Europameisterschaften in München mit 56,47 m den Finaleinzug. Im Jahr darauf siegte sie mit 56,20 m bei der Hungarian GP Series - Nyíregyháza und wurde dann bei der 1. Liga der Team-Europameisterschaft im Zuge der Europaspiele in Chorzów mit 52,88 m Achte. Anschließend schied sie bei den Weltmeisterschaften in Budapest mit 54,72 m in der Qualifikationsrunde aus. 2024 verpasste sie bei den Europameisterschaften in Rom mit 54,92 m den Finaleinzug.
In den Jahren 2016 und 2017 sowie von 2019 bis 2021 und 2023 wurde Sipponen finnische Meisterin im Diskuswurf.